# Night of Hunters
Night of Hunters är det tolfte studioalbumet av Tori Amos, utgivet 20 september 2011 på Deutsche Grammophon. Inspelningen ägde rum i Cornwall i Storbritannien, som vanligt under produktion av Amos själv. Utmärkande för Night of Hunters är dess rika influenser av klassisk musik; Amos har beskrivit albumet som "a 21st century song cycle inspired by classical music themes spanning over 400 years".
Första singeln från albumet, "Carry", gavs ut 18 augusti.

## Låtlista
| Nr  | Titel                                                                                                   | Längd |
| --- | --- | ----- |
| 1.  | Shattering Sea (Variant av: Song of the Madwoman on the Sea-Shore, Prelude op. 31 no. 8 - Alkan)        | 5:38  |
| 2.  | SnowBlind (Variant av: Añoranza från 6 Pieces on Spanish Folksongs - Granados)                          | 3:14  |
| 3.  | Battle of Trees (Variant av: Gnossienne no. 1 - Satie)                                                  | 8:42  |
| 4.  | Fearlessness (Variant av: Orientale från 12 Spanish Dances - Granados)                                  | 6:31  |
| 5.  | Cactus Practice (Variant av: Nocturne op. 9 no. 1 - Chopin)                                             | 4:27  |
| 6.  | Star Whisperer (Variant av: Andantino från Piano Sonata in A major D 959 - Schubert)                    | 9:53  |
| 7.  | Job's Coffin (featuring Natashya Hawley; Inspired by: Nautical Twilight)                                | 3:32  |
| 8.  | Nautical Twilight (Variant av: Venetian Boat Song från Songs Without Words op. 30 - Mendelssohn)        | 3:16  |
| 9.  | Your Ghost (Variant av: Theme and Variations in E flat major WoO 24 från Ghost Variations - Schumann)   | 5:38  |
| 10. | Edge of the Moon (Variant av: Siciliano från Flute Sonata BWV 1031 - Bach)                              | 4:51  |
| 11. | The Chase (Variant av: The Old Castle från Tavlor på en utställning - Musorgskij)                       | 3:02  |
| 12. | Night of Hunters (Variant av: Sonata in F minor K. 466 - Scarlatti Och: Salva Regina, Gregoriansk sång) | 5:32  |
| 13. | Seven Sisters (Inspirerad av: Preludium i C-moll - Bach)                                                | 2:44  |
| 14. | Carry (Variant av: La fille aux cheveux de lin från Préludes I - Debussy)                               | 4:07  |